# Nikolaus Elscheidt
Nikolaus Elscheidt (* 2. Februar 1835 in Niederscheidweiler; † 1874) war ein deutscher Bildhauer.

## Leben
Er entstammte einer rheinischen Herrgottsschnitzerfamilie aus Manderscheid und war der Sohn des Richard Elscheidt, der später in Köln als Schuhmacher tätig war. Elscheidt ließ sich nach Wanderjahren an der Ahr, an der Mosel und am Rhein in Köln nieder, wo er vom Kölner Domkapitular Alexander Schnütgen gefördert wurde. Er arbeitete vermutlich eng mit einem als Stuckateur tätigen Bruder zusammen, wohl mit dem 1841 geborenen Peter Elscheidt.

## Schaffen
Er schuf Schnitzwerke u. a. für Groß St. Martin und St. Maria im Kapitol in Köln. Für St. Maria im Kapitol entstand u. a. die lebensgroße schmerzhafte Muttergottes in der Krypta sowie eine Triumphkreuzgruppe (1871/72), die später in die Pfarrkirche von Bonn-Poppelsdorf kam. Weitere Werke Elscheidts sind u. a. in Museen nach Berlin, Florenz und Antwerpen sowie in private Sammlungen gelangt. Eine von Elscheidt geschaffene steinerne Pietà (1873) befindet sich in der Fuchshardtkapelle in Bad Honnef.
Seine Holzschnitzereien sind im Stil der Neogotik gehalten. Er hat seine Werke nur gelegentlich signiert und auch verschiedene alte Figuren aus der Zeit der Gotik (darunter die Hubertusfigur in der Pfarrkirche St. Hubertus in Niederscheidweiler) umgeschnitzt. Sein Werk entspricht jenem historischen Stil so vollkommen, dass einige seiner Stücke in Museen und Sammlungen irrtümlich für echte gotische Schnitzwerke gehalten wurden.
Alexander Schnütgen lobte in seiner Autobiografie die „eigentümliche Erscheinung“ und „eigenartige Begabung“ des Künstlers. Fritz Witte bezeichnete ihn um 1910 als „vielleicht den begabtesten unter den rheinischen Neugotikern“, bedauerte jedoch gleichermaßen die Vergessenheit, der Elscheidt inzwischen schon anheimgefallen war.